# پیتر بارفوس
پیتر بارفوس (انگلیسی: Peter Barfuß؛ زادهٔ ۱۱ آوریل ۱۹۴۴) بازیکن فوتبال اهل آلمان است.
از باشگاه‌هایی که در آن بازی کرده‌است می‌توان به باشگاه فوتبال هامبورگ اشاره کرد.